# Hősök tere (stanice metra v Budapešti)
Hősök tere je stanice linky M1 budapešťského metra. Byla otevřena veřejnosti v roce 1896. Leží pod stejnojmenným náměstím Hősök tere ležícím na konci výstavné budapešťské třídy Andrássy út. Náměstí vzniklo ve stejném období jako metro k výročí tisíce let příchodu Maďarů do Pannonie.